# Palpada prietorum
Palpada prietorum är en tvåvingeart som beskrevs av Ximo Mengual 2008. Palpada prietorum ingår i släktet Palpada och familjen blomflugor.
Artens utbredningsområde är Colombia. Inga underarter finns listade i Catalogue of Life.